# O Sábio
O Sábio é uma telenovela portuguesa que estreou a  2 de janeiro de 2017 no canal RTP1. Escrita por José Pinto Carneiro, com ideia original de Daniel Deusdado. O Sábio é uma telenovela da tarde, sendo exibida às 14h15, após o Jornal da Tarde. Finalizou no dia 8 de junho de 2018.
A telenovela conta com Manuel Wiborg, Paula Lobo Antunes e São José Correia nos principais papéis.

## Sinopse
Pedro Homem (Manuel Wiborg) acabou de regressar à cidade onde nasceu e onde passou a maior parte da sua vida, Montemor-o-Novo. Mas de onde desapareceu sem deixar rastro e esteve misteriosamente ausente durante 20 anos.
As razões do seu desaparecimento foram sempre alvo de especulação. Pedro era uma figura popular na cidade, conhecido por fazer as pessoas olharem para a vida por outra perspectiva – e com isso gerou milagres que sempre recusou serem da sua responsabilidade. Na verdade, Pedro tem um dom inexplicável: por vezes vê o futuro.
Mas as visões do futuro podem ser simultaneamente uma bênção e uma armadilha. Pedro é, aliás, o exemplo disso: quando ainda jovem, vê a sua namorada, Carmen (Paula Lobo Antunes), vestida de noiva num caixão, com um anel de noivado que percepciona ter sido dado por ele. Como se o destino o avisasse que nunca poderiam viver juntos, talvez por sentirem um amor maior que o mundo.
Pedro acaba por se envolver, já jovem adulto, com Manuela (São José Correia), e tem uma filha com ela. Mas vive então momentos tempestuosos e recebe uma séria ameaça de morte. Para sobreviver, tem de abandonar Montemor – perdendo o contacto com a filha de 5 anos, Sofia (Diana Marquês Guerra). Parte sem dizer nada a ninguém porque não conseguiria explicar uma outra visão que marca a sua vida: o coração dele e da filha estão ligados por um laço especial do destino. Se aquela ameaça de morte se cumprisse e ele morresse, a sua filha morreria também.
Porque voltou Pedro agora? Pela filha? Por Carmen? Por ele próprio?

## Elenco
- Manuel Wiborg - Pedro Homem (Protagonista)
- Paula Lobo Antunes - Carmen Travassos (Protagonista)
- São José Correia - Manuela Pinheiro (Antagonista)
- Diogo Lopes - Luís Travassos (Co-protagonista)
- Diana Marquês Guerra - Sofia Vieira Homem (Co-protagonista)
- Almeno Gonçalves - Romão Costa Cardoso (Antagonista)
- Ruy de Carvalho - Jacinto Homem
- Catarina Avelar - Júlia Mendes
- Rui Melo - Telmo Soares
- Joaquim Nicolau - Raúl Mendes
- Rita Frazão - Sandra Miguéis
- Francisco Sales - Ricardo Freitas
- Frederico Amaral - Rui Domingos
- Xana Campos - Graça Reis
- João Araújo - Rogério Costa
- Ana Marta Contente - Rita Costa Cardoso
- Rui Luís Brás - Jorge Cabral
- Márcia Breia - Cândida Pinheiro
- Pedro Rodil - Gil dos Santos
- Ricardo Aibeo - Valentim dos Santos
- Noua Wong - Dulce da Silva
- Sílvio Vieira - João Alves
- Luísa Ortigoso - Felícia Mendes
- Francisco Fernandez - Gabriel Mendes
- Carla Vasconcelos - Evelina Simões
- Noémia Costa - Cremilde Alves
- Pedro Diogo - Arnaldo Periquito
- Rita Calçada Bastos - Alzira Mendes
- José Carlos Garcia - António Alves
- Gracinda Nave - Adelaide Pinheiro
- Sandra Faleiro - "Madalena/Diana"

### Elenco adicional
- Alberto Magassela
- Alexandra Rocha - parteira
- Elisabete Pedreira
- João Pedro Mamede
- Lourenço Seruya
- Matilde Peneda
- Abílio Béjinha (Fernando Carvalho)

## Banda Sonora
- 1. Haja o que houver - Madredeus
- 2. Há mais em ti - Pedro Madeira
- 3. Canto da viagem - Amadur
- 4. O meu mundo és tu - Paulo Ramos
- 5. When I'm gone - Benshee
- 6. A vida não chega - Viviane
- 7. Fado do beijo - Viviane
- 8. Tell me - David Rossi
- 9. Here we go - Johan Rodrigues
- 10. Diana Martinez & The Black Mamba - Put In Your Love

## Audiências
O primeiro episódio de O Sábio marcou 3,9% de rating e 14,4% de share.
O último episódio marcou 3,2% de rating e 16,8% de share.